# Maycon Vieira de Freitas
Maycon Vieira de Freitas, noto come Maycon (Vitória, 14 febbraio 1985), è un ex calciatore brasiliano, di ruolo centrocampista.

## Carriera
La sua carriera è iniziata e continua ancora oggi in una sola squadra: l'Internacional. Milita nelle giovanili dal 2004 al 2006. A inizio della stagione 2006-2007 viene integrato in prima squadra dove nella stagione successiva conquisterà il posto da titolare.

## Palmarès

### Club

#### Competizioni internazionali
- Recopa Sudamericana: 1

Internacional: 2007

#### Competizioni statali
- Campionato Gaúcho: 2

Internacional: 2008, 2009